# Moisés Gómez Bordonado
Moisés Gómez Bordonado (Rojals, Baix Segura, 23 de juny de 1994) és un futbolista valencià que juga com a migcampista ofensiu al CA Osasuna.

## Trajectòria
El jugador alacantí va començar la seua carrera en les categories inferiors de l'Alacant CF. Poc després, però, va passar al planter del Vila-real CF.

### Vila-real CF
Moi Gómez va anar ascendint categories dintre de l'organigrama groguet, finalment, el 30 d'abril del 2011 va debutar amb el Vila-real CF B. Va ser contra el Gimnàstic de Tarragona.
La següent temporada, el 28 de novembre del 2011 va debutar a Primera Divisió amb el primer equip del submarí groc. Va ser en la derrota 2-1 contra el Màlaga CF, el jugador va entrar al camp en el lloc de Jonathan de Guzmán. Després de jugar puntualment amb el primer equip del Vila-real, finalment, la temporada 2012-13, quan el submarí va jugar a Segona Divisió va ser la de la seua consolidació definitiva amb el primer equip. Va ser just en aquella temporada que va marcar el primer gol en Lliga, va ser contra Racing de Santander, el 21 d'abril del 2013. Amb l'ascens de l'equip a Primera, Moi va continuar comptant per a l'entrenador, així, el 13 de gener del 2014 marcava el seu primer gol a Primera. Va ser en la contundent victòria 5-1 contra la Reial Societat.

### Getafe CF
L'estiu del 2015 Moi va ser cedit al Getafe CF per una temporada i sense opció de compra. El 5 de juliol de l'any següent, després que l'equip baixés de categoria, va signar contracte per quatre anys amb l'Sporting de Gijón de la primera divisió.
El 26 de gener de 2018, Gómez fou cedit a la SD Huesca, en aquell moment líder de la segona divisió, i que acabaria ascendint a primera. Després de pujar de categoria, la cessió fou renovada per la següent temporada.
El 18 de juliol de 2019, Gómez va retornar al Vila-real, i hi va signar un contracte per quatre anys; es rumorejava que el fitxatge va costar 1.3 milions d'euros. El seu debut es va produir un mes després, quan va jugar com a titular i va marcar un gol en un empat 4–4 a casa contra el Granada CF.

## Palmarès
Vila-real CF
- 1 Lliga Europa de la UEFA: 2020-21